# FMA Ae.C.1
Die FMA Ae.C.1 war ein leichtes Mehrzweckflugzeug des argentinischen Herstellers Fábrica Argentina de Aviones.

## Geschichte und Konstruktion
Die Fábrica Argentina de Aviones wurde 1926 gegründet, um das Schulflugzeug Avro 504R Gosport sowie die Jagdflugzeuge Bristol F.2B und Dewoitine D.21 in Lizenz zu bauen. Hierdurch erwarb sich das Unternehmen Kenntnisse und Erfahrungen im Flugzeugbau. Im Jahre 1931 begann man mit der Entwicklung des ersten argentinischen Flugzeugs, der Ae.C.1. Die Maschine flog am 18. Oktober 1931 erstmals.
Die Ae.C.1 war ein leichtes Mehrzweckflugzeug, das als Tiefdecker ausgelegt war und über ein nicht einziehbares Spornfahrwerk verfügte. Die Tragflächen waren eine Holzkonstruktion und wie der aus Stahlrohren aufgebaute Rumpf mit Stoff bespannt. Das Flugzeug war ursprünglich mit einer geschlossenen Kabine und drei Sitzen vorgesehen, diese wurde jedoch auf Wunsch des Militärs auf zwei reduziert. Der neben dem Piloten befindliche Sitz konnte leicht ausgebaut werden, sodass eine Trage Platz fand und die Ae.C.1 als Ambulanzflugzeug eingesetzt werden konnte.
Angetrieben wurde das Flugzeug von einem Armstrong-Siddeley-Mongoose-Fünfzylinder-Sternmotor mit 112 kW. Zeitweise war auch ein Armstrong-Siddeley-Genet-Major-Siebenzylinder-Sternmotor mit 104 kW eingebaut. Versuchsweise soll auch ein Gnome-Rhône-Sternmotor mit 80 kW verwendet worden sein.
Trotz guter Leistungen wurde das Flugzeug nicht in Serie gebaut. Der Prototyp wurde von der argentinischen Luftwaffe übernommen und bis in die frühen 1940er-Jahre eingesetzt.

## Militärische Nutzung
Argentinien
- Fuerza Aérea Argentina

## Technische Daten
| Kenngröße             | Daten                                                                           |
| --------------------- | ------------------------------------------------------------------------------- |
| Besatzung             | 1                                                                               |
| Passagiere            | 2                                                                               |
| Länge                 | 7,75 m                                                                          |
| Spannweite            | 12,2 m                                                                          |
| Höhe                  | 3,16 m                                                                          |
| Flügelfläche          | 19 m²                                                                           |
| Flügelstreckung       | 7,8                                                                             |
| Leermasse             | 700 kg                                                                          |
| max. Startmasse       | 1120 kg                                                                         |
| Reisegeschwindigkeit  | 175 km/h                                                                        |
| Höchstgeschwindigkeit | 210 km/h                                                                        |
| Dienstgipfelhöhe      | 6500 m                                                                          |
| Reichweite            | 1000 km                                                                         |
| Triebwerke            | 1 × Armstrong-Siddeley-Mongoose-Fünfzylinder-Sternmotor mit 112 kW (ca. 150 PS) |